# Altdorfer Wald
Der Altdorfer Wald (auch „Alti“) zwischen Aulendorf und Vogt im baden-württembergischen Landkreis Ravensburg ist ein bis 776,9 m ü. NHN hoher, bewaldeter Höhenzug.
Das mit einer Fläche von etwa 82 km² größte zusammenhängende Waldgebiet Oberschwabens teilt sich auf in Staats- und Kommunalwald sowie in Privatwald, von dem das Fürstliche Haus Waldburg-Wolfegg den größten Anteil hat.

## Namensursprung
Namensgebend für den Altdorfer Wald waren die welfische Grafschaft Altdorf oder die ehemalige Ortsbezeichnung Altdorf, wie die Stadt Weingarten bis 1865 hieß.

## Geographie

### Lage
Der Altdorfer Wald liegt im nördlichen Alpenvorland etwa 10 km (Luftlinie) nordöstlich von Ravensburg zwischen Wolpertswende im Nordwesten, Aulendorf im Nordnordwesten, Bad Waldsee im Norden, Bergatreute und Wolfegg im Osten, Vogt im Südosten, Waldburg und Schlier im Süden, Bodnegg mit dem kleinen nördlichen Ortsteil Kofeld und Grünkraut mit den kleinen östlichen Ortsteilen Hoherhof (Dachwinkel) und Kenzler im äußersten Süden sowie Weingarten, Baienfurt und Baindt im Westen.
Östlich des Altdorfer Waldes erstreckt sich der Nibelgau, westlich der Linzgau.

### Naturräumliche Zuordnung
Der Altdorfer Wald gehört in der naturräumlichen Haupteinheitengruppe Voralpines Hügel- und Moorland (Subalpines Jungmoränenland; Nr. 03) zum Hegäu (Bodensee-Jungmoränenland; 030). In dieser Haupteinheit hat der bewaldete Höhenzug Anteil an folgenden Naturräumen: im Westen Nördliche Schussenbecken-Randterrasse (030.042) und Nordöstliche Schussenbecken-Randterrasse (030.043), die in Nord-Süd-Richtung aufgeführt beide zur Untereinheit Bodenseebecken (030.0) zählen, sowie im Osten Südlicher Altdorfer Wald (030.294), Erbisreuter Moorsenke (030.295), Tobel der Wolfegger Ach (030.293), Kümmerazhofer Wald (030.292), Tobel von Durlesbach (030.291), Röschenwald (030.290) und Becken von Altshausen-Waldsee (030.28), die in Süd-Nord-Richtung gelistet alle zur Untereinheit Nördliches Bodensee-Jungmoränenland (030.2) gehören.

### Erhebungen
Die höchsten Erhebungen des Altdorfer Waldes befinden sich in seinem Südteil (Oberer Tannenwald) zwischen Waldburg und Vogt. Seine höchste Stelle (776,9 m) liegt beim Waldburger Weiler Neuwaldburg und sein tiefster Punkt am Nordwestrand mit etwa 450 m im Schussental bei Mochenwangen, so dass er sich maximal rund 327 m über seine Umgebung erhebt.
Diese und weitere Erhebungen im Altdorfer Wald sind mit Zuordnung in die jeweiligen Gemeindegebiete – sortiert nach Höhe in Meter (m) über Normalhöhennull (NHN):
- Galgenberg (776,9 m); 2,1 km nordnordöstlich von Waldburg, direkt östlich von dessen Weiler Neuwaldburg; mit Sendeturm
- Hohburg (771,2 m); 3,2 km nordnordöstlich von Waldburg, 1,4 km nordnordöstlich von dessen Weiler Neuwaldburg, am Hohburgweg
- namenlose Kuppe der Waldburg (772 m), direkt bei Waldburg
- Hohbühl (766,5 m); 1,1 km nordnordöstlich von Waldburg
- namenlose Kuppe (764 m); 1,5 km nordnordöstlich von Waldburg; mit Sendeturm
- namenlose Kuppe (758,3 m); 2,3 km südwestlich von Vogt-Grund
- namenlose Kuppe (745,7 m); 1,6 km westsüdwestlich von Vogt-Grund
- namenlose Kuppe (745 m); 1,2 km westlich von Vogt-Grund

### Gewässer und Moore

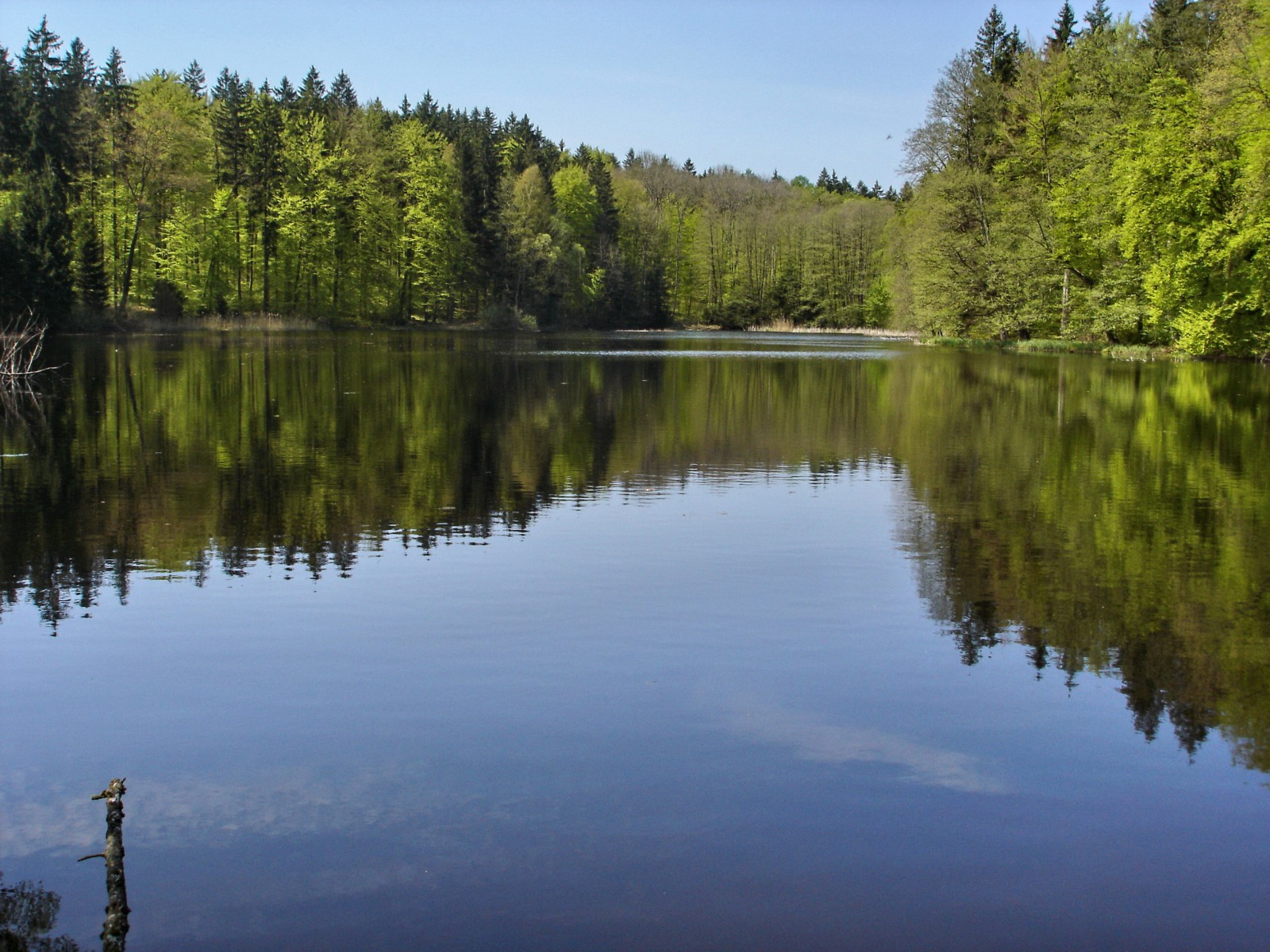
Langmoosweiher

Zu den Fließgewässern im und am Altdorfer Wald gehören neben dem Schussen-Zufluss Wolfegger Ach zahlreiche weitere Quellbäche der Schussen, die wiederum in den Bodensee fließt – und damit in den Rhein.
Zu den vielzähligen Stillgewässern im Altdorfer Wald zählen der Bunkhofer Weiher, der Neuweiher bei Wolpertswende oder der Langmoosweiher. Zu seinen Mooren gehören das Erbisreuter Moor, das Füremoos und das Lochmoos – östlich des Lochmooses liegt der Ursprungsbrunnen des Stillen Bachs, eines von Benediktinermönchen im Mittelalter angelegten Kanalsystems.

## Natur

### Landschaft

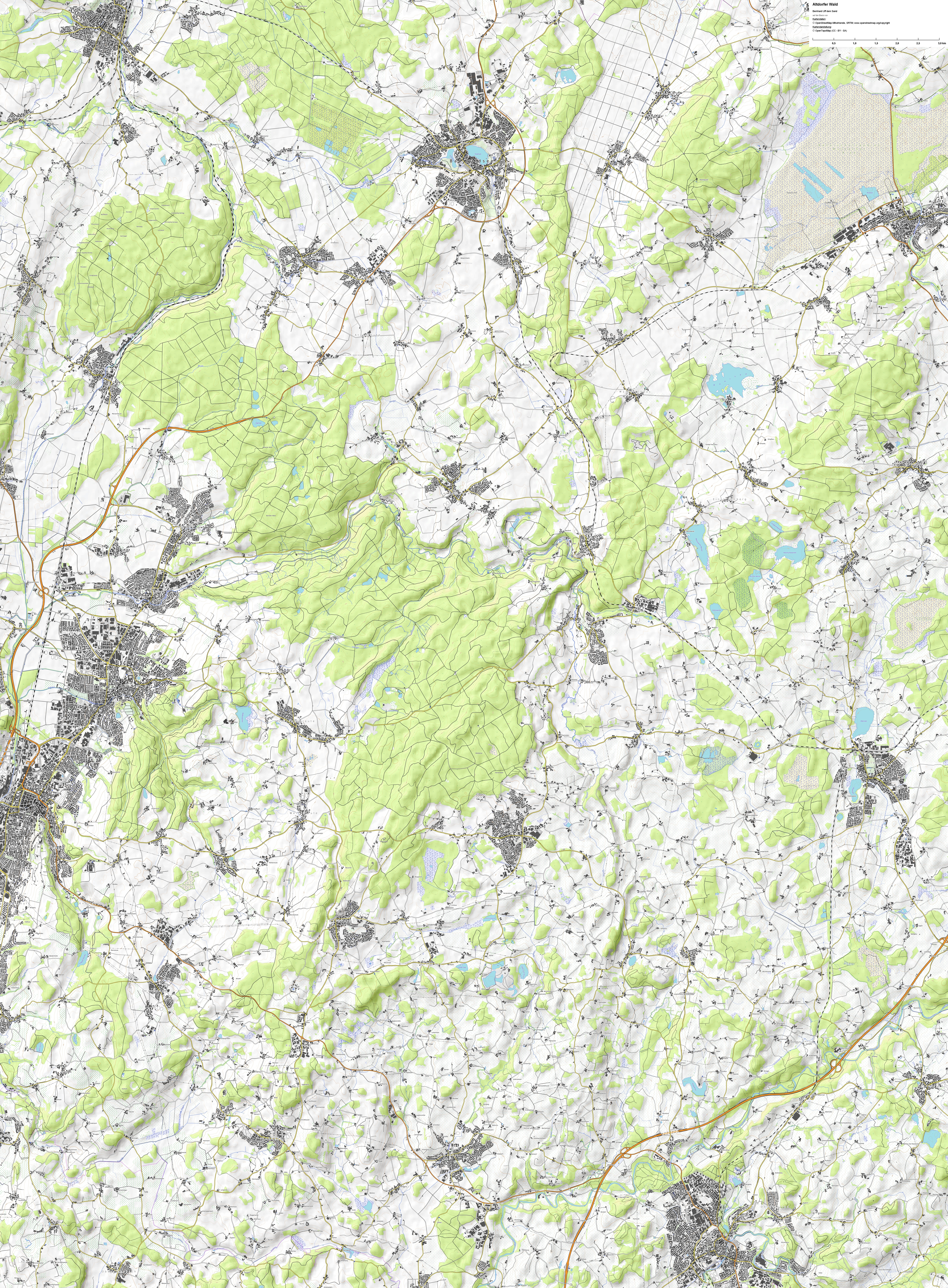
Topografische Karte

Der Altdorfer Wald besteht hauptsächlich aus Fichtenfluren, seltenen Buchen und anderen Laubbaumarten. Zwischen den von Gewässern und Mooren durchsetzen Waldflächen befinden sich wenige offene Grünländer.

### Schutzgebiete
Im Altdorfer Wald liegen die Naturschutzgebiete Saßweiher (CDDA-Nr. 165325; 1988 ausgewiesen; 38,1 ha groß), Girasmoos (CDDA-Nr. 81734; 1973; 9,6 ha), Tuffsteinbruch Weißenbronnen (CDDA-Nr. 165974; 1990; 6,3 ha), Lochmoos (CDDA-Nr. 164495; 1993; 54,9 ha) und Füremoos (CDDA-Nr. 81705; 1937; 4,77 ha) sowie das Landschaftsschutzgebiet Talabschnitt der Wolfegger Ach südlich von Bergatreute (CDDA-Nr. 325003; 1938; 78 ha). Innerhalb des Waldgebiets befindet sich auch das vielteilige Fauna-Flora-Habitat-Gebiet Altdorfer Wald (FFH-Nr. 8124-341; 13,5046 km²).
Außerdem ist im Nordwestteil des Waldgebiets nordöstlich des im Gemeindegebiet von Wolpertswende liegenden Neuweihers eine etwa 64 ha große Fläche als Bannwald Bayrischer Schlag ausgewiesen.

## Geschichte

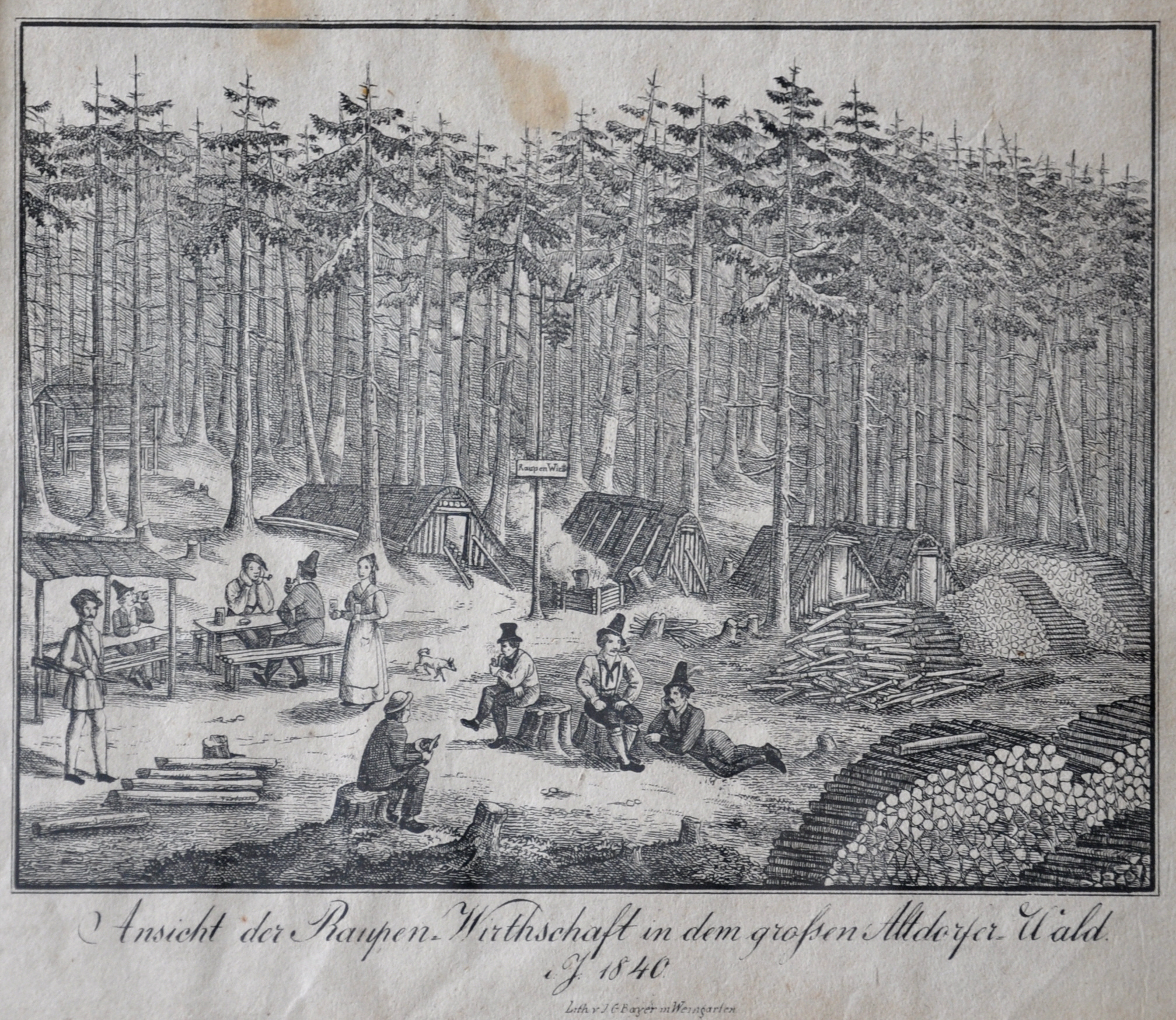
„Ansicht der Raupen-Wirthschaft in dem großen Altdorfer Wald i. J. 1840“

Der Altdorfer Wald kam um 1191 aus welfischem Besitz an die Staufer. Als diese Mitte des 13. Jahrhunderts ausstarben, kam er als Reichsbesitz an die Landvogtei Oberschwaben. Seither war er rechtlich dreigeteilt:
- „gemeiner“ Wald als gemeinschaftliches Eigentum der Landvogtei, dem Haus Waldburg und der Stadt Ravensburg sowie weitere Forste, die denselben und anderen Besitzern einzeln gehörten.
- „sonderbare“ Forste im Besitz der Stadt Ravensburg
- weitere Forste hauptsächlich im Besitz des Hauses Waldburg und des Klosters Baindt

Die Territorialherrschaft über den ganzen Wald stand der Landvogtei zu, gemeinsam verwaltet wurden gemeiner und sonderbarer Wald durch das Waldgericht in Ravensburg, dem ein von der Stadt gestellter Oberforstmeister vorstand.
Die Rechte der Landvogtei und der Stadt Ravensburg gingen 1805/10 an Württemberg über. Von diesem wurde 1835 das Haus Waldburg mit einem 1570 Morgen großen Wald abgefunden.
Seit dem 25. Februar 2021 ist ein Teil des Altdorfer Walds von Klimagerechtigkeitsaktivisten besetzt. Dieser Teil soll gerodet werden und einer neuen Kiesgrube weichen.
Zu Ostern 2025 wurde bekannt, dass bis 2029 bis zu 30 Windräder im Windpark der Stadtwerke Ulm/Neu-Ulm im Altdorfer Wald gebaut werden sollen.

## Sehenswertes
Zu den Sehenswürdigkeiten des Altdorfer Waldes gehören neben seiner schönen Waldlandschaft das Bauernhaus-Museum Wolfegg, das sich an seinem Ostrand bei Wolfegg befindet, die Waldburg, die über dem südlich gelegenen Ort Waldburg thront, und die Kirche des Klosters Baindt, das am Westrand des Altdorfer Walds in Baindt errichtet wurde. Zudem bieten sich von seinen Bergkuppen und Randgebieten oftmals hervorragende Aussichtsmöglichkeiten auf benachbarte Landschaften und Gebirge wie die Schwäbische Alb und die Alpen.

## Rezeption
Über den Altdorfer Wald und die Waldbesetzung bei Grund gibt es zwei Dokumentarfilme. 
Der Film "90 Meter" des Regisseurs Claudio Brauchle dokumentiert die ersten Monate der Waldbesetzung und lässt Mitglieder des Vereins Altdorfer Wald e. V. und Kletter-Aktivistinnen zu Wort kommen. 
Der Film "Von Menschen, die auf Bäume steigen" der Filmemacher Christian Fussenegger und Bernadette Hauke begleitet sechs Aktivistinnen der Waldbesetzung von Sommer 2021 bis Januar 2023 mit der Kamera und dokumentiert deren Widerstand gegen eine geplante Kiesgrube bei Grund. Viele Filmszenen spielen im Altdorfer Wald, unter anderem auch im Wasserschutzgebiet bei den Weissenbronner Quellen.
Der am Bodensee aufgewachsene, mehrfach ausgezeichnete Filmregisseur Douglas Wolfsperger dreht mit Der Wald gehört uns (Arbeitstitel) seit 2023 einen Kino-Dokumentarfilm, der „ein authentisches Bild der aktuellen Debatte um den Altdorfer Wald zeichnen“ soll – welcher im Zusammenhang mit geplanten Erweiterungen des Kies-Abbaus dort seit 2021 teilweise von Aktivisten besetzt ist. Der Regisseur „will filmisch erfahrbar machen, wie sich die Welt des Waldes für die verschiedenen Interessengruppen anfühlt, wie der Wald polarisiert, aber auch verbindet, und wie die Menschen hier ihn schätzen, ihn nutzen, aber ihn auch achten und schützen wollen“.

## Verkehrsanbindung
Neben Abschnitten einiger Landes- und Kreisstraßen führen auch solche der Bundesstraße 30 mit Schwäbischer Dichterstraße und Oberschwäbischer Barockstraße sowie der Bahnstrecke Ulm–Friedrichshafen durch den Altdorfer Wald. Dieser wird im Süden in ihrem Abschnitt Grünkraut−Amtzell direkt von der Bundesstraße 32 begrenzt.